# 39e régiment de tirailleurs algériens
Le 39e régiment de tirailleurs algériens est une unité coloniale de l'armée française.

## Historique des garnisons, campagnes et batailles du31eTirailleurs Algériens

### Première Guerre mondiale

#### 1915
- Bataille de Champagne (1915)

#### 1918
- Bataille du Soissonnais (1918)

## Inscriptions portées sur le drapeau du régiment
Il porte, cousues en lettres d'or dans ses plis, les inscriptions suivantes :
- Champagne 1915
- Soissonnais 1918